# Debrie Parvo
Debrie Parvo (по-русски Дебри́ Парво́) — семейство профессиональных киносъёмочных аппаратов для 35-мм киноплёнки, выпускавшееся во Франции фирмой Debrie. Первый патент на конструкцию был получен в 1908 году основателем компании Жозефом Дебри (фр. Joseph Jules Debrie).

## Особенности конструкции
Как и все европейские кинокамеры начала XX века, «Парво» собиралась в прямоугольном деревянном корпусе, оснащалась ручным приводом и простым дисковым обтюратором. Отличительной особенностью был так называемый «трёхпоточный» лентопротяжный механизм, предусматривающий ход киноплёнки в трёх плоскостях, в двух из которых находились соосные подающий и принимающий рулоны, а в третьей — фильмовый канал. Две одинарные кассеты располагались внутри корпуса с его разных сторон. Киноплёнка во время движения делала две сложные петли геликоидальной формы, что усложняло зарядку аппарата и повышало риск образования «салата». Однако благодаря такому устройству камера стала одной из самых компактных и лёгких в мире, завоевав популярность кинооператоров до конца эпохи немого кинематографа. Первые 4 модели «A», «B», «C» и «D» не имели успеха из-за серьёзной конкуренции на рынке, а начавшаяся Первая мировая война заставила приостановить разработки.
Подлинный успех пришёл к камерам «Парво» после передачи управления производством сыну основателя Андре Дебри (фр. André Victor Léon Clément Debrie) в 1918 году. Первая же сконструированная им модель «E» 1923 года в основном повторяла прежнюю конструкцию, но была оснащена новым обтюратором с переменным углом раскрытия, позволявшим получать непосредственно на негативе ставшие обязательными к тому времени монтажные переходы «наплыв» и «затемнение». Ещё более важным новшеством стал сквозной визир, дающий оператору возможность наблюдать изображение непосредственно на киноплёнке. Все предыдущие модели были метражными, а для кадрирования использовали боковой телескопический видоискатель с неизбежным параллаксом. Кроме того, камера первой в Европе стала цельнометаллической, получив вместо деревянного корпуса алюминиевый.
В следующей модели «K» в конструкцию добавлен контргрейфер, резко повысивший точность перемещения плёнки и устойчивость изображения на экране. Однако самой совершенной стала модель «L» 1926 года, в которой появилась возможность фокусировки и кадрирования по матовому стеклу. Для этого фильмовый канал, закреплённый на шарнире, вместе с киноплёнкой отводился в сторону, а на его место вдвигалось матовое стекло, на котором оператор мог наблюдать яркое изображение. Инновация была обусловлена всеобщим переходом с ортохроматической киноплёнки на панхроматическую с почти непрозрачным противоореольным слоем. Видимое сквозь такую плёнку изображение было слишком тёмным для точной фокусировки и кадрирования, и Дебри создал собственную альтернативу американской системе. Принцип, реализованный впервые в 1912 году в камере Bell & Howell 2709, предусматривал перемещение всего аппарата, весившего более 20 килограммов, поперёк неподвижного основания с закреплённым на нём объективом. В камере «Парво» смещался лишь фильмовый канал, и при этом сохранялась возможность кадрирования через киноплёнку непосредственно во время съёмки. Модель «L» стала самой продаваемой: по некоторым данным выпущено около 8000 экземпляров, что считается огромной цифрой для профессиональной кинокамеры. Наступление эпохи звукового кино со строгими стандартами частоты киносъёмки заставило выпустить приставной электродвигатель, заменяющий ручной привод, а затем и модель «Супер Парво» со звукоизоляцией.

## Распространение
Одним из наиболее ярких примеров возможностей камеры «Парво» стала картина Дзиги Вертова «Человек с киноаппаратом», где мобильность Debrie позволила вести съёмки из самых неожиданных точек. Аппарат был настолько популярен, что практически весь европейский немой кинематограф отснят теми или иными моделями «Парво». Эту камеру предпочитали любым другим такие известные кинематографисты, как Сергей Эйзенштейн, Эдуард Тиссэ, Абель Ганс, Марсель Л’Эрбье и многие другие. Лени Рифеншталь на съёмках Берлинской Олимпиады для своей «Олимпии» оснастила многочисленных операторов камерами Debrie. На советских киностудиях аппараты «Парво» продолжали эксплуатироваться до конца 1960-х годов. Самые знаменитые советские немые фильмы «Стачка», «Броненосец Потёмкин», «Мать», «Конец Санкт-Петербурга» и многие другие сняты именно этими камерами в период, когда собственной киноаппаратуры в СССР почти не выпускали. Влияние французской конструкции на киноаппаратостроение тех лет было огромным: даже в Германии, считавшейся мировым центром точной механики, выпускали копии «Парво». В СССР в 1931 году Василий Константинов спроектировал свой первый аппарат «Конвас-1» на основе Debri Parvo. Однако, к середине XX века предпочтения конструкторов сместились к «американскому» стилю киноаппаратостроения, исключавшему ход киноплёнки в трёх плоскостях со сложными петлями, и более пригодному для создания малошумных механизмов. Быстро ставший всеобщим стандартом современный зеркальный обтюратор вытеснил архаичную систему визирования сквозь киноплёнку. Уже после Второй мировой войны «Парво» считался устаревшим и использовался преимущественно в экспедиционных условиях для немых съёмок.